# Dinastia amoriana

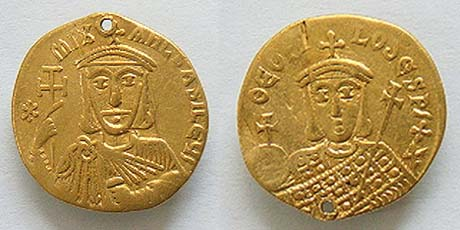
Espécimen de moeda representando Miguel II, fundador da dinastia Amoriana (esquerda) e Teófilo, imperador (direita).

A dinastia Amoriana, ou dinastia Frígia, assim definida por Amório (Frígia), cidade de onde veio o seu fundador Miguel II o Gago, governou o Império Bizantino desde a noite do Natal de 820, quando o imperador legítimo Leão V foi morto numa conspiração do próprio Miguel II, a 25 de Setembro 867, quando o último imperador amoriano, Miguel III, foi assassinado por Basílio I dando início à dinastia macedónica. Devido ao casamento de Miguel II, o Amoriano, com Eufrosina, filha de Constantino VI e de Maria da Arménia, a dinastia Amoriana é vista como a continuação indireta da dinastia Isauriana; por esta razão, é por vezes definida como a dinastia Isauriana-Amoriana ou segunda dinastia isauriana.

## A Era Amoriana

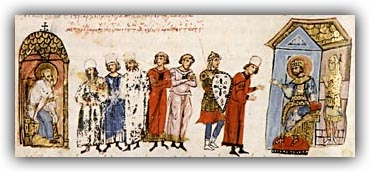
Nícéforo envia uma epístola ao imperador Miguel II a favor do restauro dos ícones.

Miguel, o Amoriano (770-829), mais tarde conhecido por Miguel II, o Amoriano, assumiu o poder após a conspiração que planeou contra Leão V. Sendo o soldado rude que foi, proibiu todas as discussões sobre a controvérsia da iconoclastia e não aconteceu nenhuma disputa religiosa durante o seu reinado, no entanto sabe-se que Miguel II foi um iconoclasta convicto. Pelo contrário, sucederam-se vários acontecimentos políticos que foram muito graves para Constantinopla. O acontecimento mais importante foi a amarga guerra civil provocada por Tomás, o Eslavo, um eslavo da Ásia Menor que tinha sido companheiro de armas do imperador. Quando cercou a própria Constantinopla, Miguel II foi obrigado a pedir ajuda ao cã búlgaro Omurtag e juntos destruíram o exército de Tomás. No entanto, o Império Bizantino foi devastado por esta guerra civil de três anos. Além disso, em 827 os árabes invadiram a Sicília. Constantino VII Porfirogénito considerou o período de Miguel II como a era do mais grave enfraquecimento da influência bizantina na costa Adriática e nas regiões eslavas da parte ocidental da Península Balcânica.

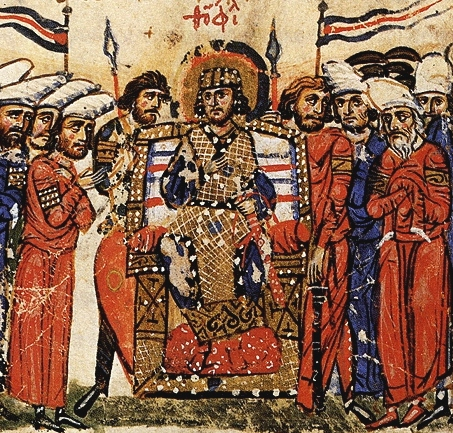
Theophilos, retratado nas crónicas de John Skylitzes.

Teófilo (813-842), ao contrário do seu pai, foi um imperador muito erudito e um grande admirador da civilização árabe. No entanto, durante o seu reinado teve de lutar contra os árabes. Mas devido à fraca preparação do seu exército, o exército muçulmano liderado pelo Califa Abássidas al-Mu’tasim derrotou os Bizantinos perto de Dazimon e conquistou Ancyra e Amório. A queda de Amório provocou uma forte desmoralização da população de Bizâncio, dado que era uma das cidades mais importantes do império e sobretudo a cidade de origem da família governante. Teófilo foi também um forte defensor da iconoclastia, sob o seu reinado colocou na sede patriarcal João VII Gramático, o líder dos iconoclastas, que iniciou uma dura perseguição contra os monges e ícones veneradores. Esta foi a última vaga iconoclasta, pois após a sua morte o culto dos ícones foi definitivamente restabelecido.

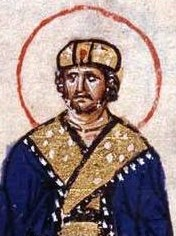
Michael III e membros da sua corte.

Miguel III conhecido como o Ébrio (840-867) apesar de ter sido coroado basileus dos romanos com apenas dois anos de idade, obteve realmente o poder em 856, quando auxiliado pelo seu tio Bardas prendeu a sua mãe para o resto da vida e matou o seu favorito, Teoctistus. Depois de Miguel III ter atribuído o comando do exército a Bardas, este último alcançou muitas vitórias contra os árabes na Ásia Menor reconquistando todos os territórios perdidos durante o reinado do pai de Miguel III, o imperador Teófilo. A situação na Sicília continuou de forma severa; na verdade, os Bizantinos continuaram a perder uma posição após outra. Entretanto, infelizmente para ele, o imperador fez amizade com Basílio, o Macedónio. Este último matou primeiro Bardas e, posteriormente, matou o próprio Miguel III (867).